# An dro
Pour les articles homonymes, voir Andro.

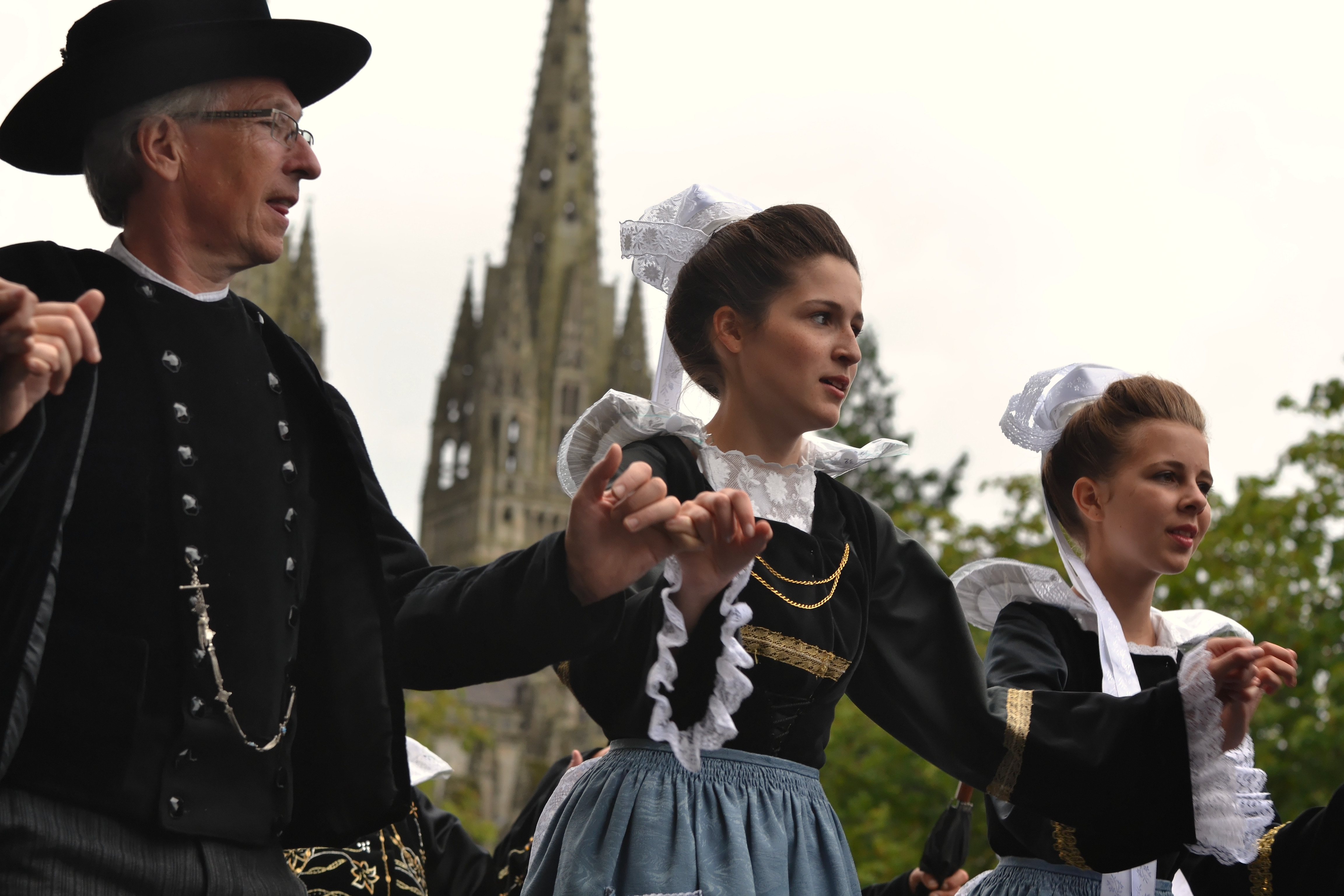
An dro par le cercle Ar Bleunioù Kignez au Cornouaille à Quimper.

L'an dro (en breton standard) ou en dro (en breton vannetais) nom signifiant : « le tour » ou « la ronde », est une danse bretonne originaire du pays vannetais, connue tant sur le domaine brittophone que sur la partie gallèse.

## Pratique

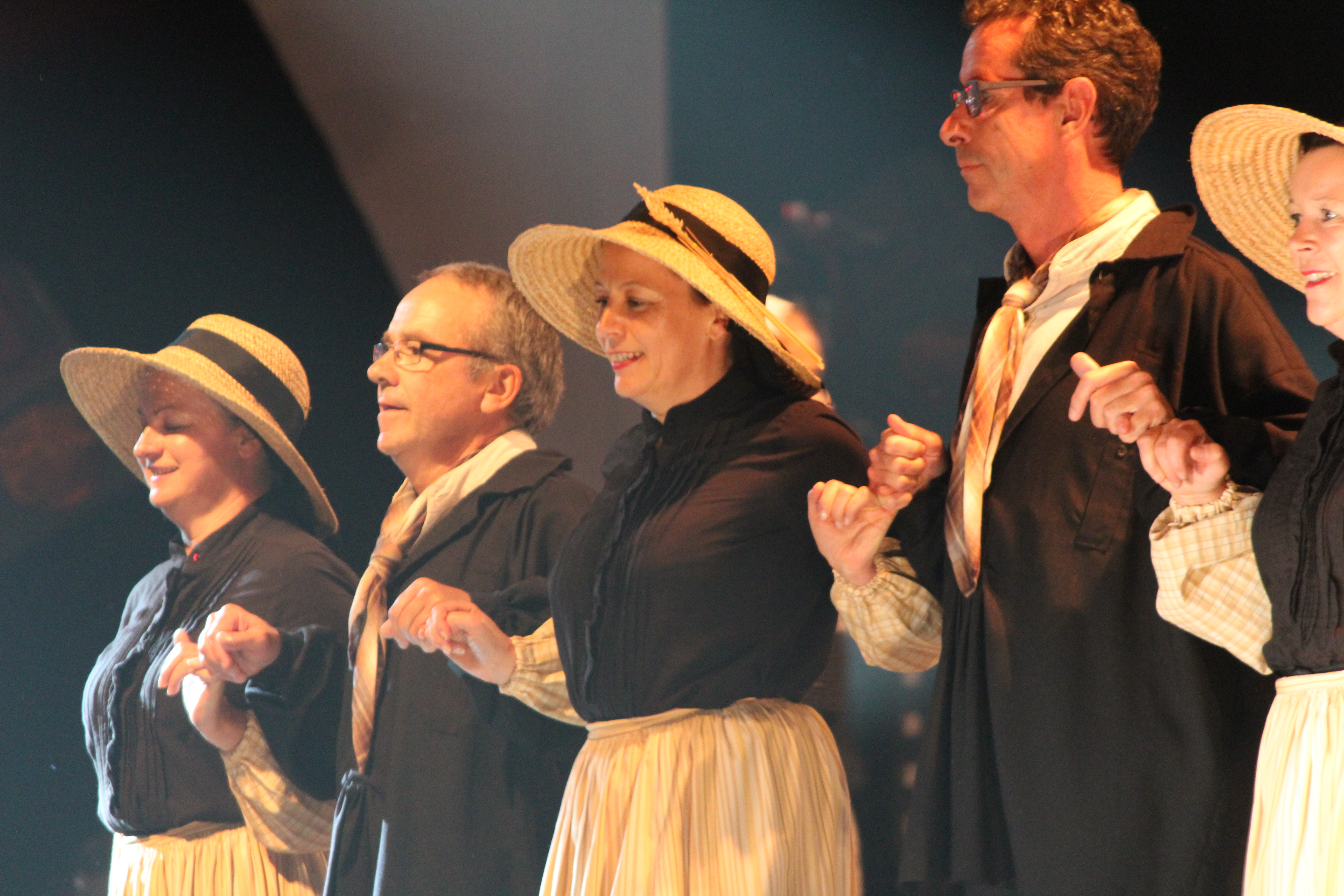
Chaîne d'un cercle celtique au festival interceltique de Lorient

L'an dro se danse en ronde, en chaîne ouverte ou par couples, en cortège. Dans ce dernier cas, il porte alors le nom de kas a-barh. Les danseurs, hommes et femmes alternés, se tiennent par les petits doigts.
Le pas est similaire à celui de la polka : deux motifs, égaux en temps et en rythme, se succèdent, gauche-droite-gauche puis droite-gauche-droite. La ronde progresse vers la gauche pendant la première partie « gauche-droite-gauche », tandis que durant le second motif « droite-gauche-droite », la progression présente nettement moins d'ampleur. L'orientation des danseurs reste la même tout au long de la phrase musicale, vers le centre ou légèrement vers la gauche. Dans certaines versions, on peut croiser les appuis, à titre de broderie.
Dans les versions naguère les plus répandues, généralement connues sous le nom de « tour », les danseurs gardent les bras à la hauteur de la poitrine, tout en marquant la pulsation à chaque temps. 
L'an dro actuellement dansé en fest-noz n'est à l'origine qu'une variante, originaire de Baud, qui a vu la naissance d'un mouvement de bras caractéristique : au cours des quatre premiers temps, les bras effectuent un mouvement d'enroulement et au milieu de la phrase musicale ils se retrouvent à l'horizontale vers l'avant ; dans la seconde moitié, ils se déroulent en sens inverse et effectuent une ample courbe pour se retrouver alors légèrement en arrière, comme pour prendre de l'élan.

## Évolution

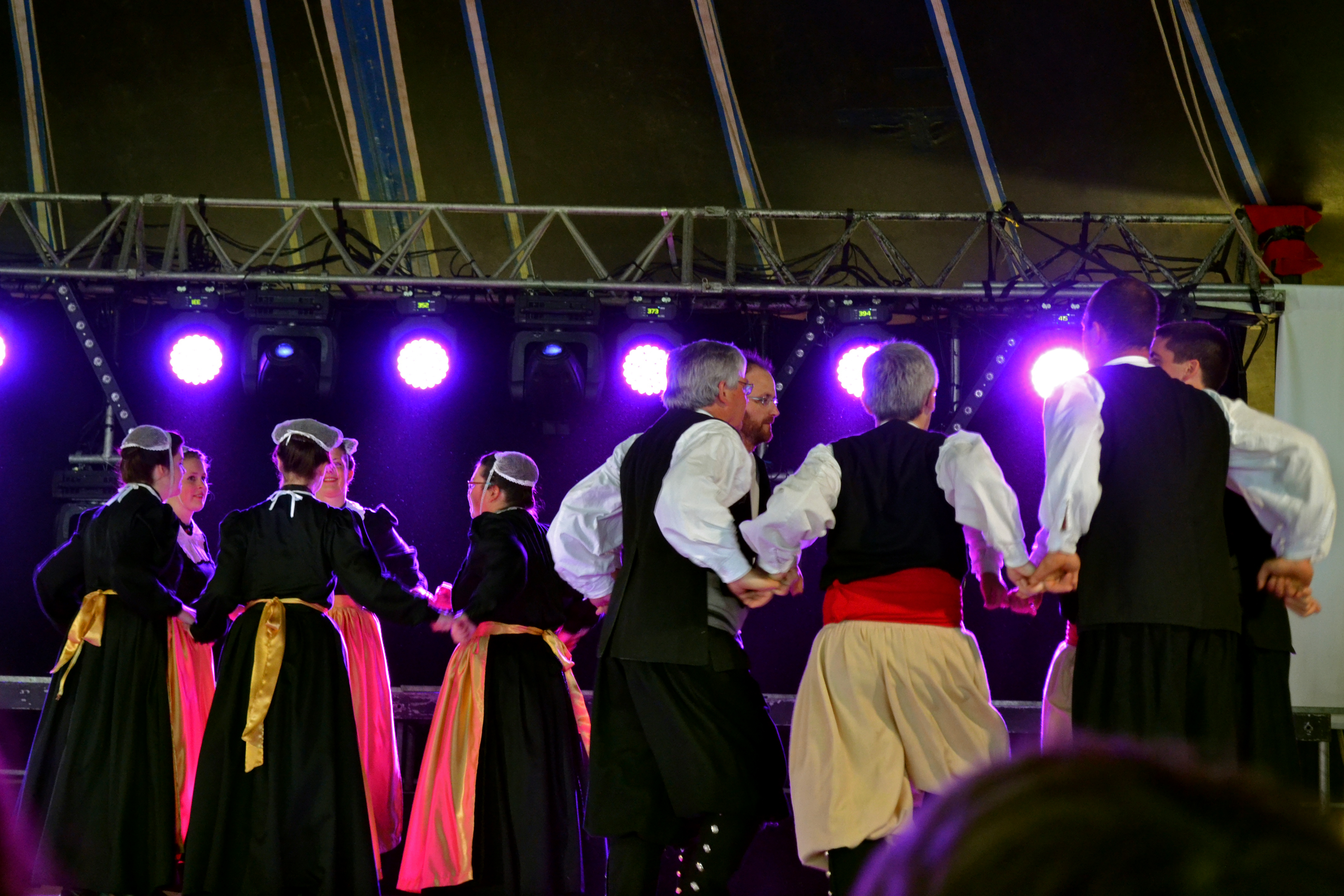
Rondes des Korollerien Montroulez

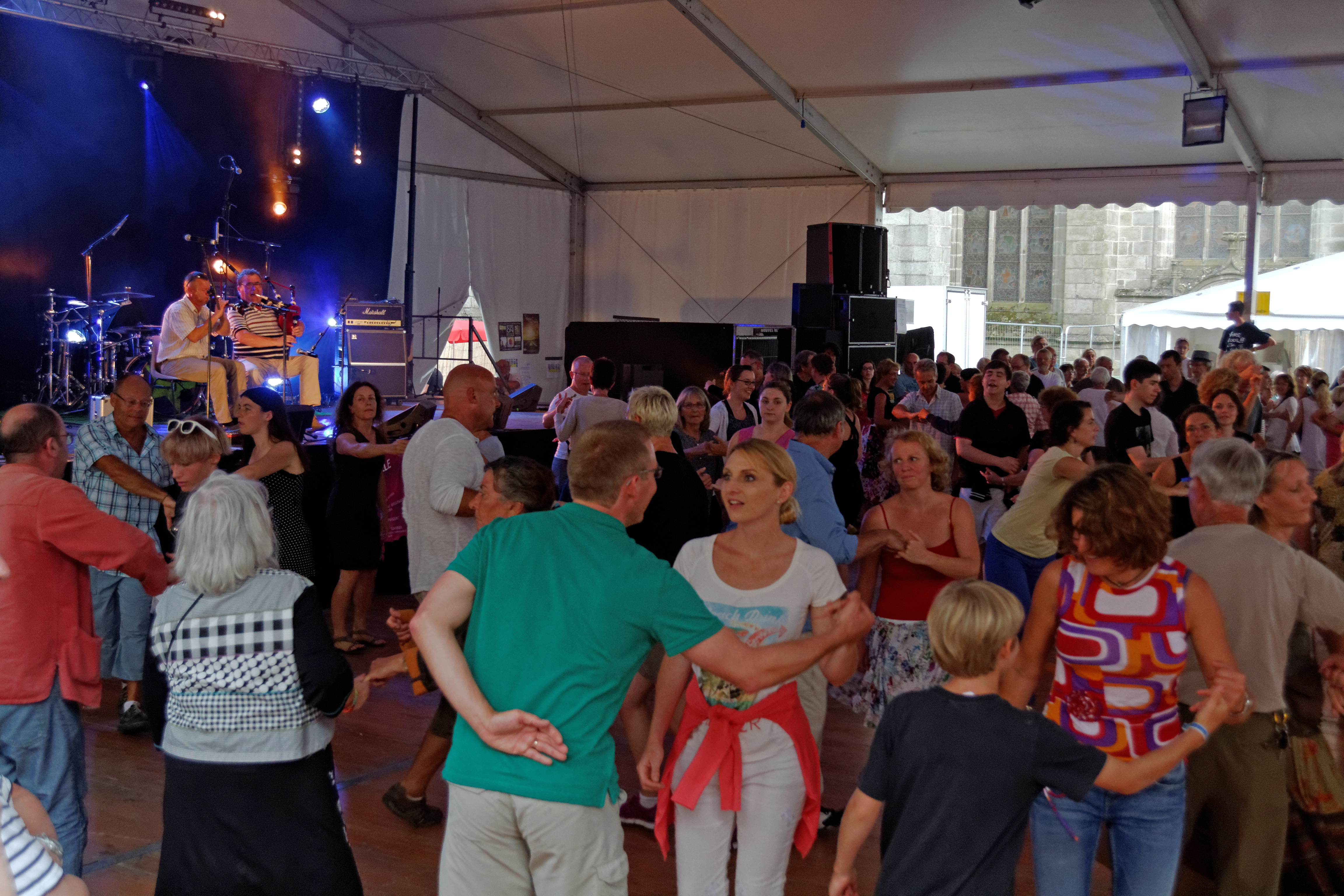
L'an-dro en couple devient le Kas a-barh

Comme le pilé-menu, l'an dro dérive des branles doubles de la Renaissance qui, eux-mêmes, dérivent des ronds anciens.
Combiné à l'hanter-dro, avec lequel la parenté est évidente, l'an dro a donné naissance à la Dañs Trikot qui alterne les deux types de pas.
Comme la plupart des danses anciennes, l'an dro est d'abord une ronde, ce que son nom rappelle par ailleurs. C'est une danse collective, une manifestation de l'unité de la communauté rurale ou villageoise. Les danses en couples (dañs kof ha kof, « danses ventre contre ventre ») sont alors généralement considérées comme immodestes ou impudiques dans une société où le clergé tente de réguler les comportements.
À la fin du XIXe siècle et au début du XXe siècle, la mode et le style des danses suivent l'évolution de la société qui passe progressivement de la vie en communauté à l'individualisme. Les rondes s'ouvrent en chaînes, les couples ont droit de cité dans la danse et les danses en couples se multiplient.
À la veille de la guerre de 1914-18, l'an dro voit ainsi apparaître des figures en couple (retournement l'un vers l'autre, saut de la cavalière, faire tournoyer sa cavalière…). Après la guerre, cette évolution aboutit au Kas a-barh qui devient une danse distincte de l'an dro.
À l'issue de l'édition 2010 du festival interceltique de Lorient, l'évènement « An dro the world » a rassemblé quelque 4 500 danseurs dans la nuit de samedi 14 au dimanche 15 août. Le record du monde de la danse en ligne détenu par des Chinois n'a pas été battu (17 300 personnes), mais cet événement a donné lieu au plus grand an dro jamais dansé.

## Variante
De même que l'Hanter-dro avec l'Hanter-dro Klam, l'An Dro présente une variante sous forme de danse-jeu nommée An Dro Chanj Tu ou juste Chanj Tu, qui signifie "changer de côté" en breton. Dans cette variante (et comme dans toute danse-jeu), les danseurs sont invités à bien écouter les paroles de la chanson qui accompagne la danse. Quand les mots 'haut' et 'bas' sont prononcés, le mouvement des bras est alors accentué dans la direction annoncée. Ensuite vient une sorte de refrain comprenant en général le nom de la danse (Chanj Tu). Les danseurs se lâchent alors les petits doigts puis tapent des mains et peuvent éventuellement changer de place dans la ronde (ou dans la chaîne).

## Titres de chansons
- Alan Stivell enregistre une chanson nommée An-dro, tirée d'un air traditionnel, lors de son concert À l'Olympia en 1972.
- Matmatah s'est fait connaitre avec son titre Lambé An Dro sorti ensuite sur l'album La Ouache en 1998.
- Carlos Núñez interprète à la flûte un Saint-Patrick andro, neuvième titre de son album Un Galicien en Bretagne, en 2003.
- Red Cardell reprend la chanson de Stivell avec de nouveaux arrangements sur l'album Douleur en 1996 puis en compagnie de Dan Ar Braz sur l'album Le Banquet de cristal en 2008.

### Vidéographie
- An dro (vidéo)
- Présentation pédagogique d'un Andro, et ornementation possible, Breizh Music